# Gerichtsbezirk Hernals
Der Gerichtsbezirk Hernals ist ein dem Bezirksgericht Hernals unterstehender Gerichtsbezirk in Wien. Der Gerichtsbezirk umfasst den 16. Gemeindebezirk Ottakring und den 17. Gemeindebezirk Hernals.

## Geschichte
Nach dem Anschluss Österreichs 1939 wurde das Gericht in Amtsgericht Hernals umbenannt und war nun dem Landgericht Wien nachgeordnet. 1945 erhielt es wieder den Namen Bezirksgericht.